# Leviatán (película de 2014)
Leviatán (en ruso: Левиафан, Leviafán) es una película rusa de 2014 dirigida por Andréi Zviáguintsev, coescrita por Zviáguintsev y Oleg Neguin, y protagonizada por Alekséi Serebryakov, Elena Lyádova y Vladímir Vdovichénkov. La película puede considerase como una reflexión moderna acerca de la obra Leviatán de Thomas Hobbes, ambientada en la península de Kola en el mar de Barents y cuenta la historia de un hombre que lucha contra un alcalde corrupto que quiere apropiarse de su pedazo de tierra.
La película fue nombrada mejor película del 45.º Festival Internacional de Cine de la India. Seleccionada para competir por la Palma de Oro en la sección principal de la competencia en el Festival de Cine de Cannes 2014,  Zviáguintsev y Neguin ganaron el premio al mejor guion. Fue nominada y ganó el premio a la mejor película en lengua no inglesa en los Premios Globo de Oro 2014 y también fue nominada en la misma categoría en los Premios Óscar 2014. En 2019, Todd McCarthy, el jefe de crítica cinematográfica de la revista The Hollywood Reporter incluyó la película entre los diez mejores films de la década.

## Argumento
La película está ambientada en una imaginaria ciudad costera llamada Pribrezhny (rodada principalmente en el pueblo de Teríberka en la península de Kola). La historia gira en torno a un impetuoso simplón sin trabajo llamado Kolya (Alekséi Serebryakov) y los acontecimientos de su vida. La narrativa de la película se centra en los aspectos oscuros y helados de la naturaleza humana y las fisuras modernas que se encuentran en los contratos sociales, en particular los que están en los abusos de la ley actual. La película trata de desenmascarar la verdad detrás de los aspectos morales de la amistad superficial, el amor ciego y la confianza inmerecida. Los eventos parecen desentrañarse trágicamente para Kolya cuando un alcalde deshonesto llamado Vadim (Román Madyánov) se fija en la propiedad de Kolya e inicia el proceso de recuperar la posesión a través de dispositivos legales egoístas por una suma infravalorada. Mientras tanto, la vida familiar de Kolya también está en total desorden, complicado por su esposa descontenta Lilia (Elena Lyádova) y su hijo adolescente Roma (Serguéi Pojodáiev), fruto del primer matrimonio de Kolya. Kolya tiene amigos de diferentes estatus social, pero parece que sólo se preocupan por su talento como mecánico.

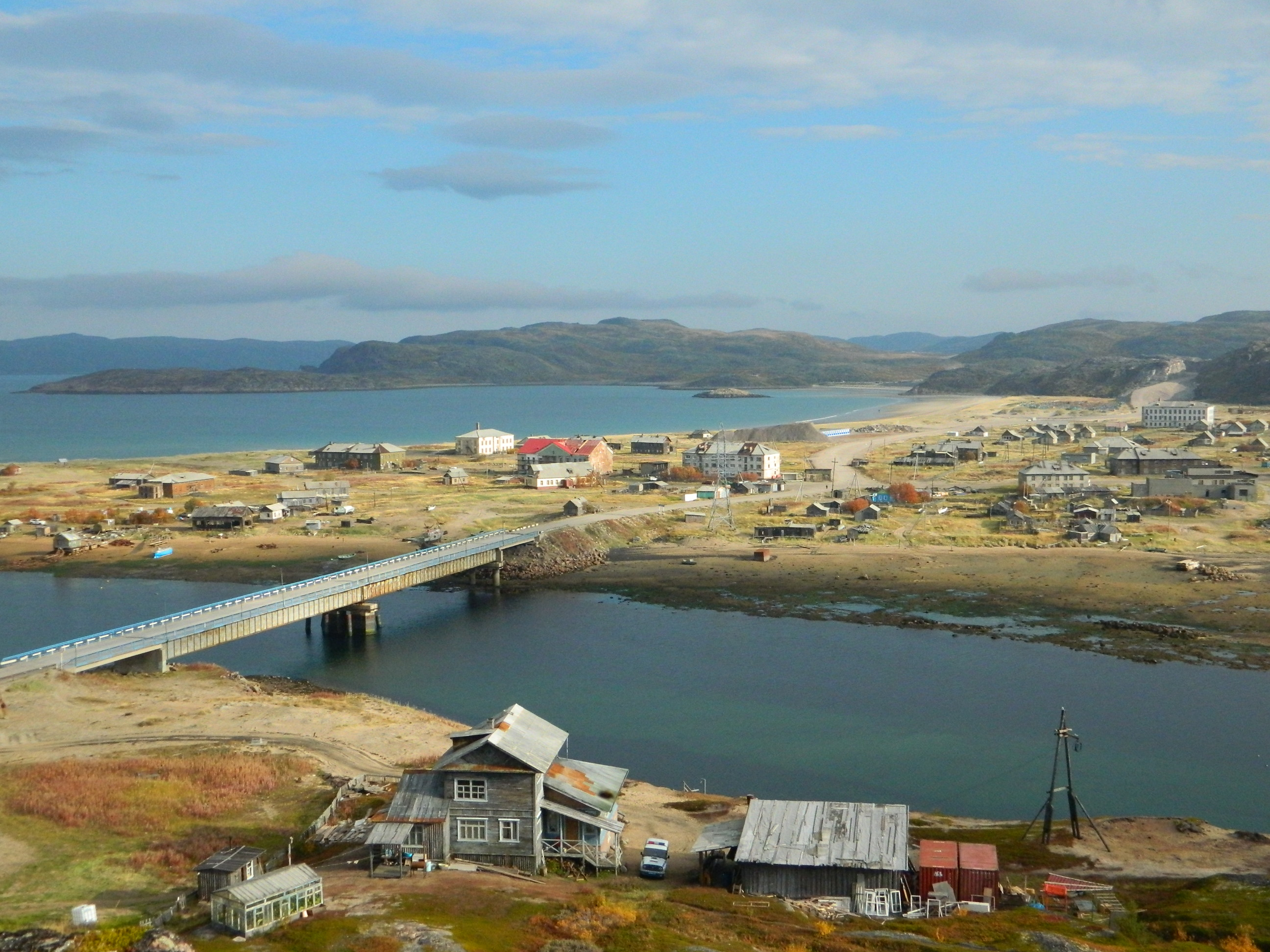
Pueblo de Teríberca con el decorado de la casa de Kolya en primer plano.

Para luchar contra la injusticia de su propiedad falsamente embargada, Kolya solicita la ayuda de su viejo amigo del servicio militar Dmitri (Vladímir Vdovichénkov) quien ahora es un gran abogado situado en Moscú. La ayuda legal de Dmitri contra el alcalde Vadim muestra signos de éxito en los problemas de Kolya y el alcalde Vadim comienza a desinteresarse por la propiedad de Kolya. Sin embargo, el éxito inicial presentado por la ayuda de Dmitri comienza a desmoronarse cuando Lilia y Dmitri inician una relación extramarital.
Kolya se entera de esto, pero se reconcilia con Lilia. Mientras tanto, el alcalde Vadim pide consejo a su amigo sacerdote que, de manera ambigua, le sugiere resolver sus problemas con ayuda del poder que tiene en su municipio. Esto motiva a Vadim a contratar matones que amenazan de muerte a Dmitri si este no regresa a Moscú. Vadim también ordena a sus trabajadores de oficina avanzar en recuperar la posesión de la propiedad de Kolya. Lilia, impulsada por la culpa, se suicida. Más tarde, Kolya es arrestado por las autoridades a causa de la muerte de Lilia, citando su muerte como un asesinato cometido por su esposo. Kolya se angustia cuando se entera de que los cargos contra él fueron atestiguados positivamente por sus supuestos amigos. Posteriormente, Kolya es condenado a quince años por los amigos de Vadim en el sistema de Justicia. El hijo de Kolya es acogido por sus supuestos amigos para quedarse con el dinero para el cuidado del niño. Dmitri regresa a Moscú y ya no está interesado en los asuntos de Kolya. Finalmente la vivienda de Kolya es derribada para los proyectos de Vadim de construir una iglesia. La película concluye con el sermón del sacerdote ortodoxo, amigo de Vadim, en la nueva iglesia que ha sido construida en la propiedad de Kolya. El sacerdote, de manera hipócrita, llama a la congregación a estar abierta a la verdad y defenderla porque esa es la verdadera libertad. El sacerdote termina el sermón declarando la importancia de la defensa de las virtudes cardinales en este mundo cambiante y ofrece bendiciones.

## Reparto
- Alekséi Serebryakov como Kolya.
- Román Madyánov como Vadim, el alcalde.
- Vladímir Vdovichénkov como Dmitri, el amigo abogado.
- Elena Lyádova como Lilia, la mujer de Kolya.
- Serguéi Pojodáiev como Roma, el hijo de Kolya.